# Barnafejű gyurgyalag
A barnafejű gyurgyalag (Merops leschenaulti) a madarak (Aves) osztályának a szalakótaalakúak (Coraciiformes) rendjéhez, ezen belül a gyurgyalagfélék (Meropidae) családjához tartozó faj.

## Rendszerezése
A fajt Louis Pierre Vieillot francia ornitológus írta le 1817-ben. Tudományos faji nevét Jean Baptiste Leschenault de la Tour francia botanikusról és ornitológus tiszteletére kapta.

## Alfajai
- Merops leschenaulti leschenaulti Marien, 1950
- Merops leschenaulti andamanensis Vieillot, 1817
- Merops leschenaulti quinticolor Vieillot, 1817[2]

## Előfordulása
Dél- és Délkelet-Ázsiában, Banglades, Bhután, Kambodzsa, Kína, India, Indonézia, Laosz, Malajzia, Mianmar, Nepál, Srí Lanka, Thaiföld és Vietnám területén honos.
Természetes élőhelyei a szubtrópusi és trópusi síkvidéki esőerdők, lombhullató erdők, cserjések, folyók és patakok környéke, valamint ültetvények és vidéki kertek.

## Megjelenése
Testhossza 20 centiméter, testtömege 23–33 gramm. Torka és arcrésze narancsos sárga, fekete szemsávja van, barna a feje teteje, tarkója és hátának egy része.
|  |

## Életmódja
Rovarokkal, méhekkel, darazsakkal, hangyákkal, termeszekkel, szitakötőkkel, pillangókkal és a szöcskékkel táplálkozik.

## Természetvédelmi helyzete
Az elterjedési területe rendkívül nagy, egyedszáma pedig növekszik. A Természetvédelmi Világszövetség Vörös listáján nem fenyegetett fajként szerepel.